# 阿普唑仑
阿普唑仑（INN：alprazolam）最早商品名贊安諾，是三唑并苯二氮䓬类中的中效速效镇静剂，它是与三唑环融合的苯二氮䓬类 (BZD)。阿普唑仑最常用于焦虑症的短期管理，特别是恐慌症或广泛性焦虑症 (GAD)；其他用途包括治疗化疗引起的恶心、失眠症狀、以及其他治疗方法。GAD 改善一般在一周内发生。阿普唑仑通常口服。
常见的副作用包括嗜睡、抑郁、头痛、感觉疲倦、口干和记忆力问题。一些镇静和疲倦可能会在几天内得到改善。由于担心误用，一些人不推荐阿普唑仑作为恐慌症的初始治疗。如果突然减少使用，可能会出现戒断或反弹症状；可能需要在数周或数月内逐渐减少剂量。其他罕见的风险包括自杀和全因死亡风险增加两倍。阿普唑仑与其他苯二氮䓬类药物一样，通过GABAA受体起作用。
阿普唑仑于1971年获得专利，并于1981年在美国获准用于医疗用途。阿普唑仑是附表IV受控物质，是一种常见的滥用药物。它可作为通用名药物使用。2019年，它是美国第41位最常用的处方药，有超过1700万张处方。

## 医疗用途
阿普唑仑主要用于短期治疗焦虑症、恐慌症和化疗引起的恶心。阿普唑仑适用于治疗成人广泛性焦虑症和恐慌症伴或不伴广场恐惧症。FDA标签建议医生应定期重新评估药物的有效性。

### 恐慌症
阿普唑仑可有效缓解中度至重度焦虑和惊恐发作。然而，自从开发出选择性5-羟色胺再摄取抑制剂以来，它并不是一线治疗。由于对耐受性、依赖性和滥用的担忧，澳大利亚不推荐阿普唑仑用于治疗恐慌症。大多数证据表明，阿普唑仑治疗恐慌症的益处仅持续四到十周。 然而，恐慌症患者已经接受了长达八个月的公开治疗，而没有明显的益处损失。
阿普唑仑被世界生物精神病学联合会 (WFSBP) 推荐用于没有耐受或依赖史的恐慌症难治性病例。

### 焦虑症
与抑郁症相关的焦虑对阿普唑仑有反应。临床研究表明，对焦虑症的疗效仅限于 4 个月。然而，对阿普唑仑抗抑郁特性的研究很差，只评估了它对抑郁症的短期影响。在一项研究中，一些长期高剂量服用阿普唑仑的人出现了可逆性抑郁症。在美国，阿普唑仑被FDA批准用于治疗焦虑症（与APA诊断和统计手册DSM-IV-TR 诊断广泛性焦虑症最接近的病症）或短期缓解焦虑症状。在英国，阿普唑仑被推荐用于严重急性焦虑症的短期治疗（2-4周）。

### 失眠
阿普唑仑屬於速效型BZD藥物，具有快速入睡的效用，然而該藥物大多用於治療GAD等相關症狀，較少用於治療失眠，相較於勞拉西泮勞拉西泮此類藥物，阿普唑仑能較快的排出體外，對身體的副作用也較輕微

## 副作用
可能的副作用包括：
- 失控(Disinhibition)[21]
- 性慾變化[22]
- 黄疸（非常罕見）[23]
- 幻觉（罕见）[24]
- 口乾（不频繁）[25]
- 失調、鬆弛發音[26]
- 自殺意念（罕见）[27][28]
- 尿瀦留（不频繁）[29]

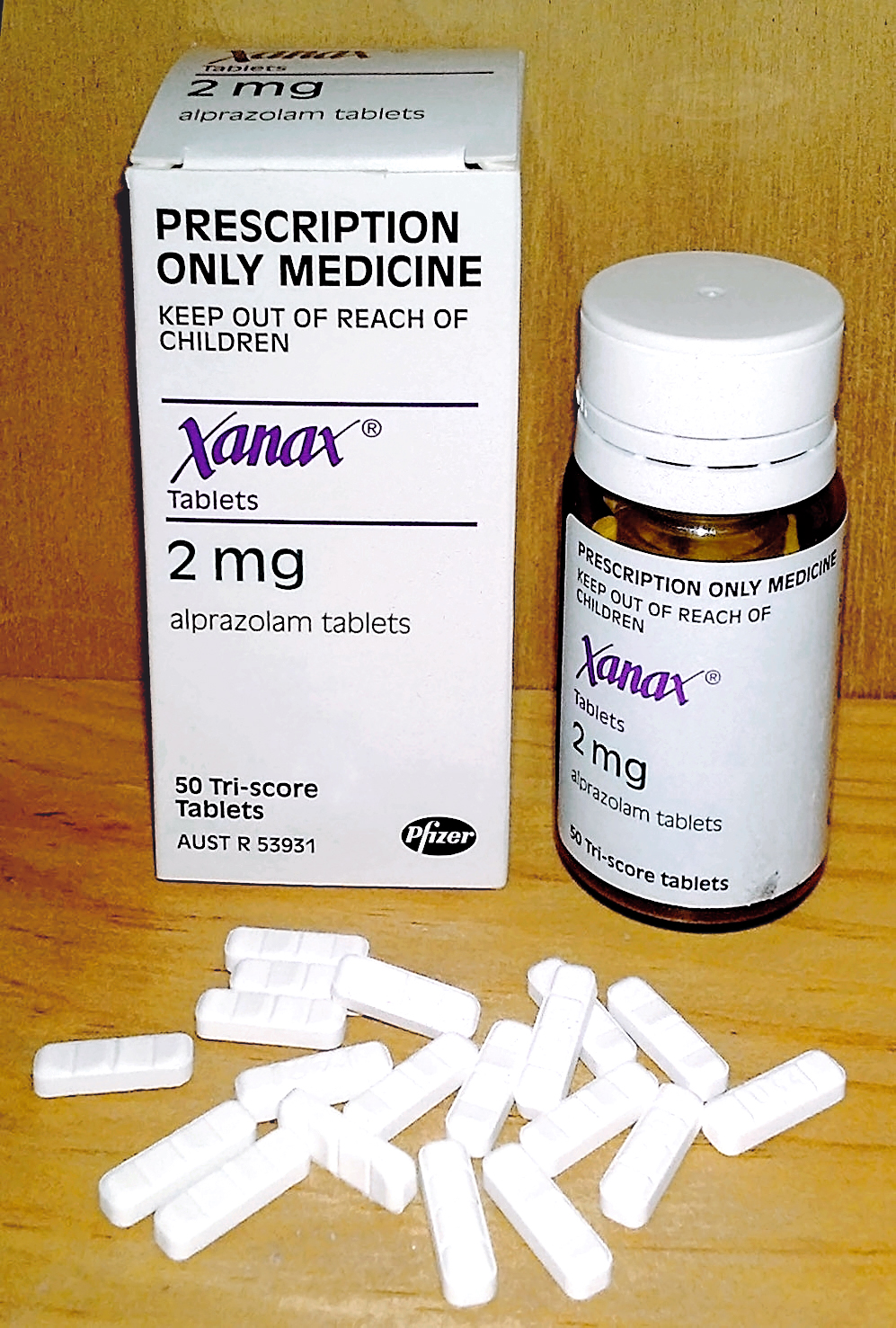
Xanax（阿普唑崙）2毫克三片連狀錠劑

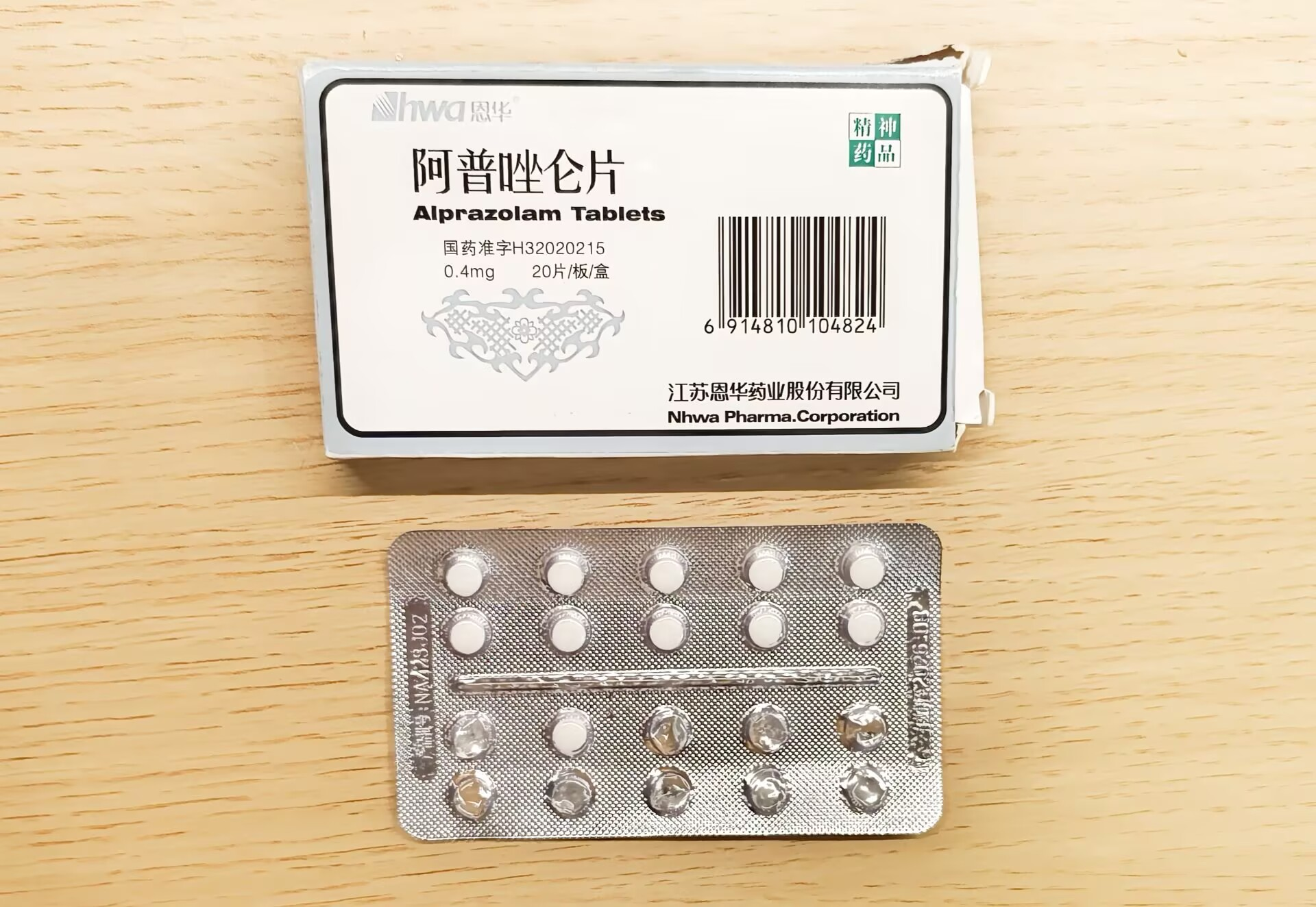
中国大陆生产的一款阿普唑仑片，每片0.4mg

- 疹、通氣不足（respiratory depression）、便秘[30][31]
- 顺行性遗忘症[32] 及注意集中等問題
- 睡意(Somnolence)、暈眩（dizziness）、頭重腳輕（lightheadedness）、疲倦、不穩定及受損的运动协调、眩暈（vertigo）[30][31]

### 異常反應
使用阿普唑仑有可能會發生下面的異常反應：
- 視覺變化
- 醉酒感
- 興奮
- 侵略[33]
- 憤怒、敵意[21]
- 震顫（Fasciculations）及手震[34]

阿普唑崙的副作用.

- 瘋狂（Mania）、躁動（Psychomotor agitation）、肺熱（hyperactivity）、慌張（restlessness）[35][36][37]

### 食品和藥物相互作用
阿普唑崙的代謝主要是通過CYP3A4進行，結合CYP3A4临床上的抑製劑諸如西咪替丁、紅黴素、氟西汀、氟伏沙明、伊曲康唑、酮康唑、奈法唑酮（Nefazodone）、丙氧芬（Propoxyphene）、利托那韋（Ritonavir）等可以延緩阿普唑崙的肝清除率，但是這可能導致阿普唑崙在人体内部的過度積纍，如此很有可能會導致其不良反應更加的惡化。

## 外部連結
- U.S. National Library of Medicine: Drug Information Portal – Alprazolam （页面存档备份，存于）
- Erowid Alprazolam (Xanax) Research （页面存档备份，存于）
- 神經系統-鎮靜、催眠、精神安定劑-Amprazo(柔安) （页面存档备份，存于）